# Stenopogon gruenbergi
Stenopogon gruenbergi är en tvåvingeart som beskrevs av Becker 1911. Stenopogon gruenbergi ingår i släktet Stenopogon och familjen rovflugor. Inga underarter finns listade i Catalogue of Life.